# Jules Antoine Lissajous
Jules Antoine Lissajous (1822-1880) va ser un científic francès.

## Vida i Obra
Lissajous va ingressar a l'École Normale Supérieure el 1841, on es va graduar el 1847. A partir d'aquesta data va ser professor de física al Lycée Saint Louis de París. El 1874 va ser nomenat rector de l'Acadèmia de Chambery i l'any següent de la universitat de Besançon.
Lissajous és conegut per haver estudiat sistemàticament les vibracions del só, havent desenvolupat aparells específics amb aquesta finalitat.